# Raión de Drohóbych
Raión de Drohóbych (en ucraniano: Дрогобицький район) es un raión o distrito de Ucrania en la óblast de Leópolis. Su capital es la ciudad de Drohóbych.
Comprende una superficie de 1493,4 km².

## Subdivisiones
Desde 2020 comprende cinco municipios: las ciudades de Boryslav, Drohóbych y Truskavets y los asentamientos de tipo urbano de Medénychi y Sjídnytsia.
Antes de la reforma territorial de 2020 comprendía los asentamientos de tipo urbano de Medénychi y Pídbuzh y 45 consejos rurales, agrupando entre todos un total de 76 localidades. En el interior del raión había un conjunto de enclaves donde se ubicaban las ciudades de importancia regional de Drohóbych (y dependiendo de ella la ciudad de importancia distrital de Stébnyk), Boryslav (y dependiendo de ella el asentamiento de tipo urbano de Sjídnytsia) y Truskavets, que no formaban parte del raión y formaban cada una de ellas una unidad directamente subordinada a la óblast. El actual territorio del raión se definió en 2020 mediante la integración de estos enclaves en el territorio que hasta entonces el raión tenía, al desaparecer las ciudades de importancia regional como subdivisión en la reforma territorial.

## Demografía
Según estimación de 2010, contaba con una población total de 76 338 habitantes en sus límites antiguos.

## Otros datos
El código KOATUU fue 4621200000. El código postal 82120 y el prefijo telefónico +380 244.